# Ponte El Ferdan
Il ponte El Ferdan è un ponte a traliccio girevole ad uso ferroviario che attraversa la parte occidentale del canale di Suez vicino a Ismailia in Egitto. È il ponte girevole più lungo del mondo.

## Storia

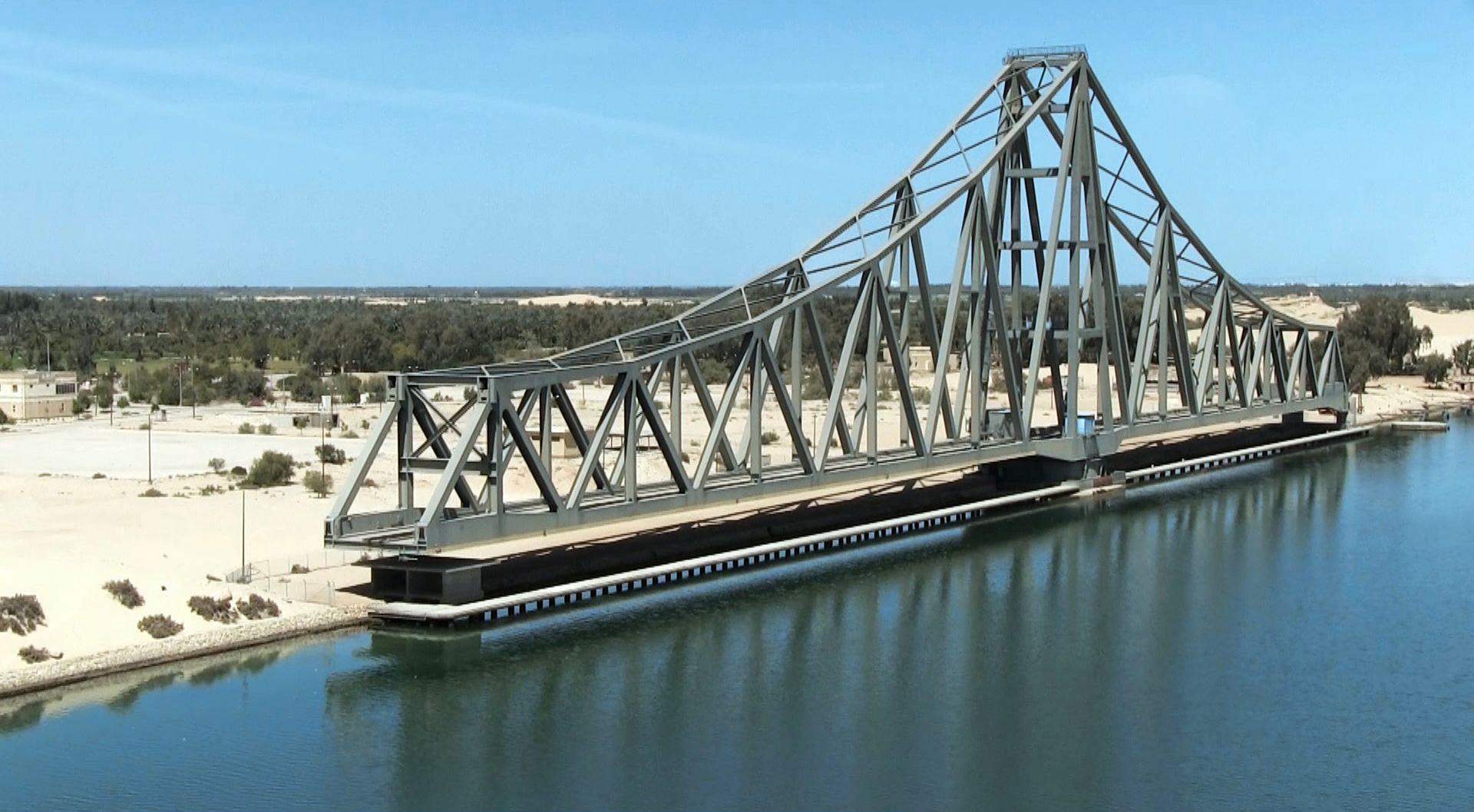
Vista di una parte del ponte

Il primo ponte ferroviario costruito a El Ferdan per attraversare il canale di Suez fu completato nell'aprile 1918 per la ferrovia militare della Palestina; esso però era considerato un ostacolo al passaggio delle navi, così dopo la prima guerra mondiale fu demolito. Un secondo ponte, questa volta girevole in acciaio fu costruito nel 1942 (durante la seconda guerra mondiale), ma fu danneggiato da una nave a vapore e venne demolito nel 1947. Un terzo ponte girevole fu completato nel 1954, ma nel 1956 durante la crisi di Suez venne distrutto. Un quarto ponte fu completato nel 1963, ma fu distrutto nel 1967 durante la guerra dei sei giorni.
Nel luglio 1996 un consorzio guidato dalla tedesca Krupp si aggiudicò un appalto da 70 milioni di dollari per progettare e costruire il ponte, aumentati poi a 80 milioni di dollari. L'attuale ponte è stato costruito nel 2001.
Il ponte, a causa della costruzione ad est del nuovo canale di Suez nel 2014/2015, è diventato inservibile ed è caduto in disuso.